# 法布里齐奥·德拉菲奥里
法布里齐奥·德拉菲奥里（義大利語：Fabrizio Della Fiori，1951年9月1日—），意大利男子篮球运动员。他曾代表意大利获得1980年夏季奥运会篮球比赛男子银牌。他也参加了1976年夏季奥运会。